# Zapfennuss
Die Zapfennuss (Platycarya strobilacea) ist eine Art der Pflanzengattung Platycarya innerhalb der Familie der Walnussgewächse (Juglandaceae). Sie ist in Ostasien heimisch. Innerhalb der Familie hebt sie sich durch zapfenförmige Fruchtstände mit steifen, verholzten Vorblättern hervor. 

## Beschreibung und Ökologie

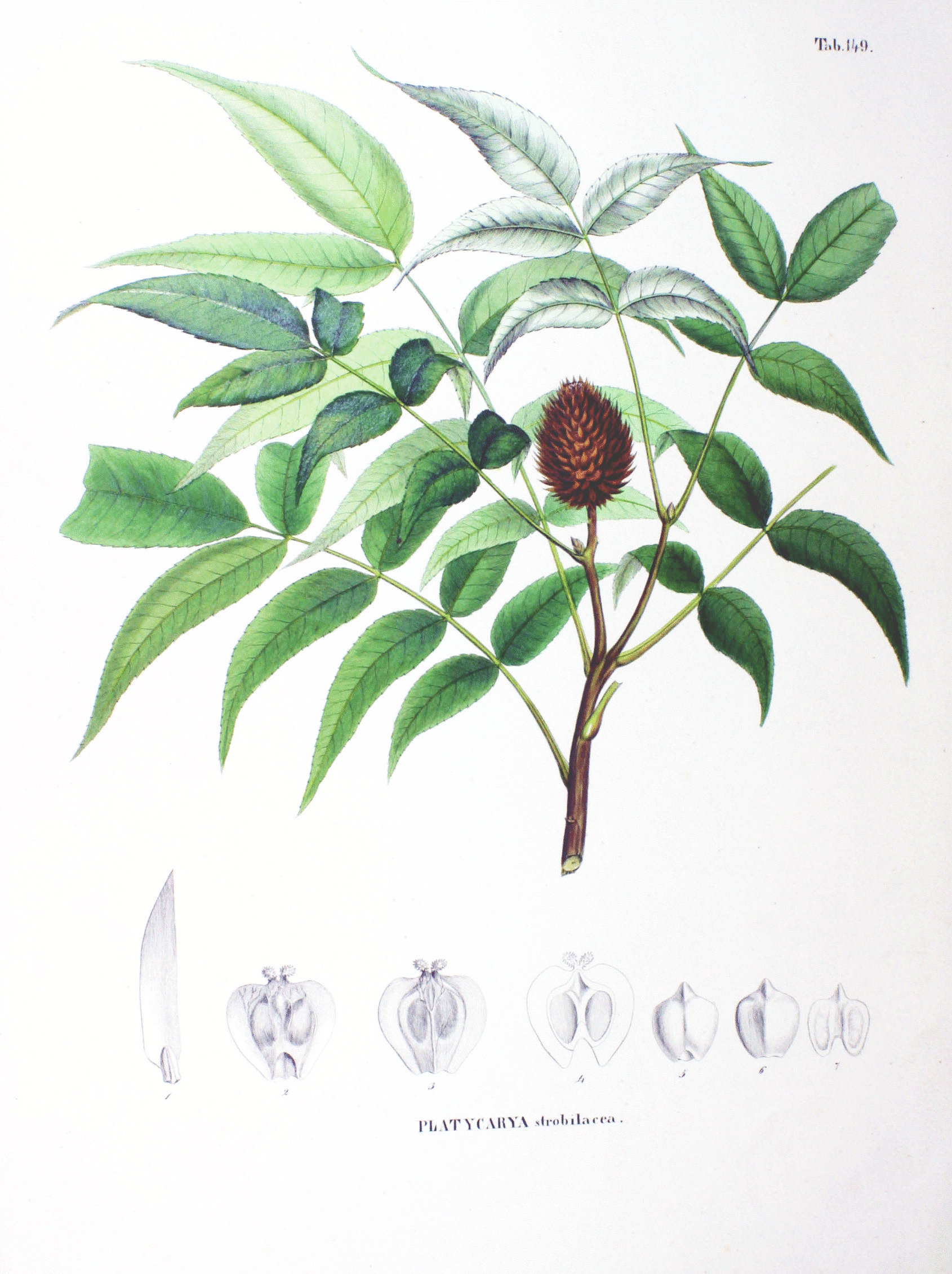
Illustration aus Flora Japonica

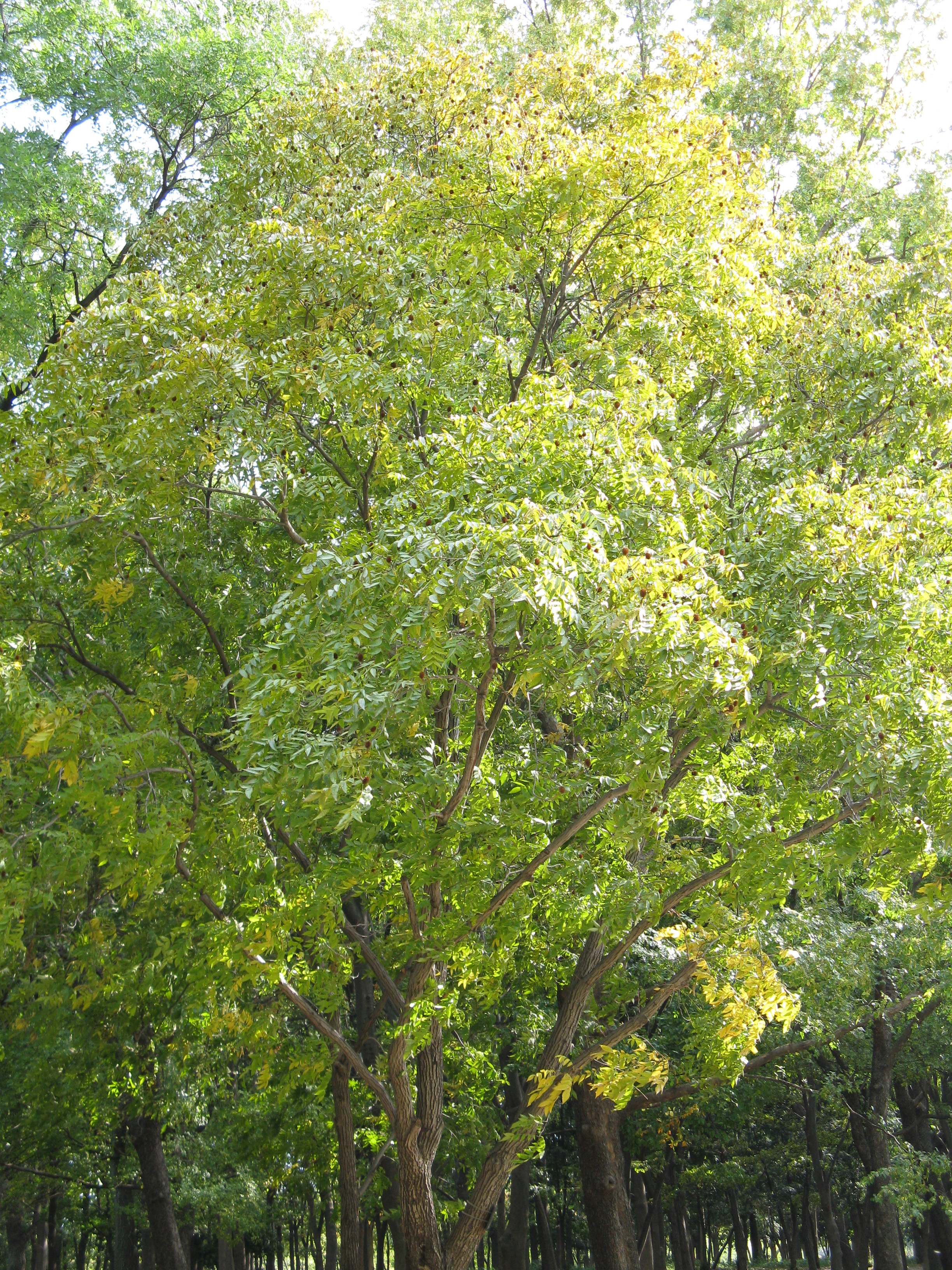
Habitus

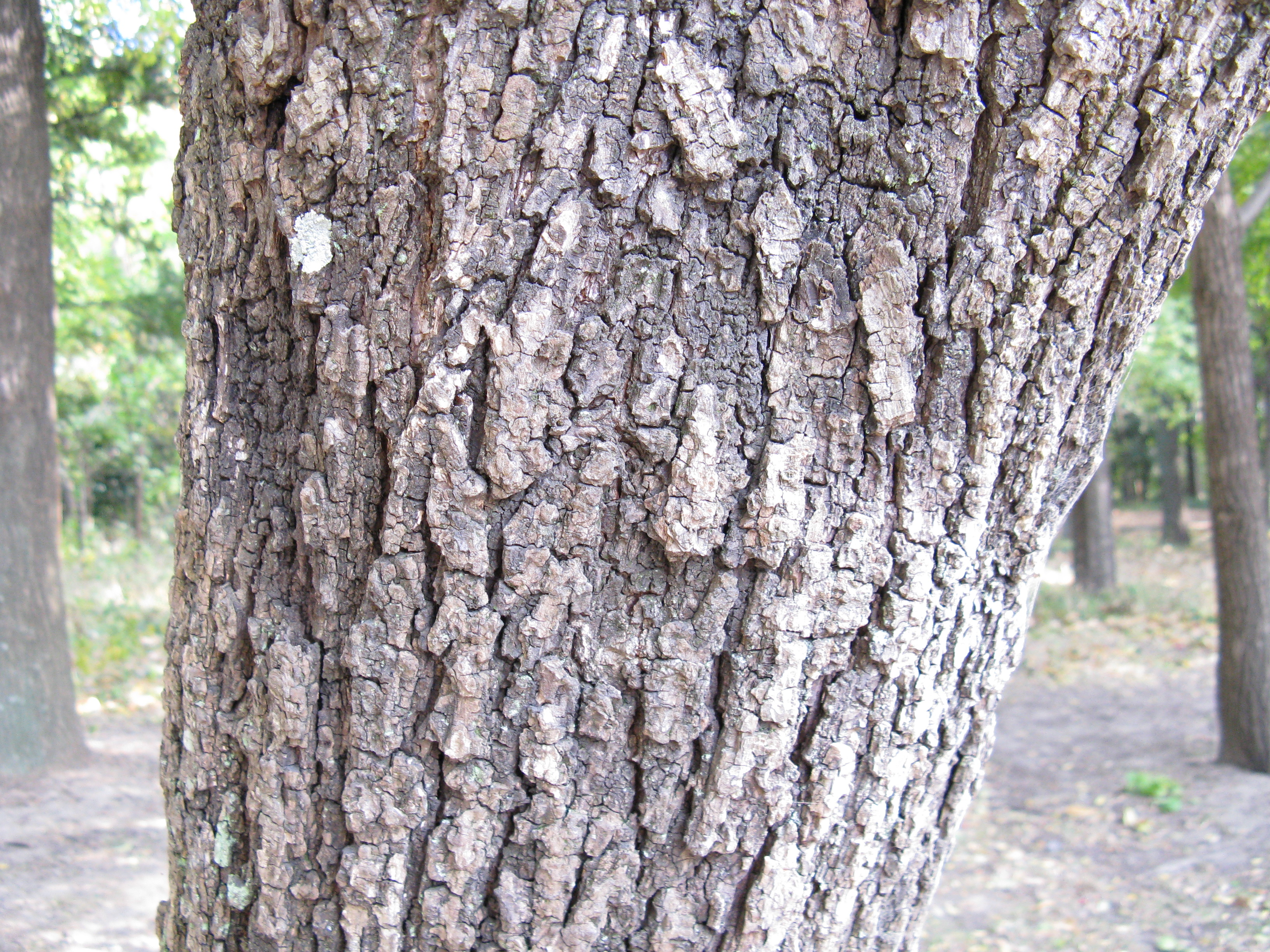
Borke

### Vegetative Merkmale
Platycarya strobilacea wächst als laubabwerfender Baum oder großer Strauch und erreicht Wuchshöhen von bis zu 15 Metern. Das Mark der Zweige ist fest. Endständige Knospen sind breit eiförmig bis fast kugelig und haben breite, überlappende Knospenschuppen. Ein für die Familie ungewöhnliches Merkmal im Holz sind die spiraligen Verdickungen der sekundären Zellwände von Tracheen und Tracheiden.
Die wechselständig an den Zweigen angeordneten Laubblätter sind in Blattstiel und Blattspreite gegliedert. Der Blattstiel ist 1,2 bis 9,2 Zentimeter lang und kahl. Die Blattspreite ist 8 bis 30 Zentimeter lang und unpaarig gefiedert. Die Blattrhachis ist ebenfalls kahl. Das Laubblatt besteht aus 1 bis 15, selten bis 23 Fiederblättchen mit gesägtem Rand. Die seitlichen Fiederblättchen sitzen an der Rhachis und haben eine eiförmig-lanzeolate bis schmal elliptisch-lanzeolate Form. Sie sind 3 bis 11 Zentimeter lang, 1,5 bis 3,5 Zentimeter breit und an der Unterseite kahl, mit Ausnahme dichter Haarbüschel an der Basis und entlang der Mittelrippe. Das endständige Fiederblättchen ist 0,6 bis 3,5 Zentimeter lang gestielt. Es sind keine Nebenblätter vorhanden.
Die Keimung erfolgt epigäisch. Die Kotyledonen sind laubblattähnlich und haben vier Lappen. Die ersten echten Laubblätter des Sämlings sind einfach, auf sie folgen erst gefiederte. Der Knoten der Kotyledonen besitzt eine Lakune und zwei Blattspuren.

### Generative Merkmale
Die Blütezeit reicht in China von Mai bis Juli. Platycarya strobilacea ist einhäusig getrenntgeschlechtig (monözisch), männliche und weibliche Geschlechtsorgane befinden sich in getrennten Blüten, aber an einem Pflanzenexemplar. Die Blütenstände werden endständig an diesjährigen Trieben gebildet. Sie stehen aufrecht und sind androgyne Rispen, die aus männlichen und weiblichen Ähren zusammengesetzt ist. Die Blütenstände sind zusammengezogen und ähnelt Zapfen. Die männlichen stehen vorwiegend seitlich, die zentrale Ähre ist weiblich mit einer männlichen Spitze, selten auch ganz männlich. Die zentrale Ähre ist 2 bis 10 Zentimeter lang, die männlichen 2 bis 15 Zentimeter lang. Die Blüten werden von Insekten bestäubt (Entomophilie). Die männlichen Blüten besitzen ein ungeteiltes Tragblatt, Brakteolen fehlen ebenso wie Kelchblätter. Es gibt 4 bis 15 Staubblätter mit kahlen Antheren. Die Pollenkörner besitzen in jeder Hemisphäre ein Paar gefurchte Pseudocolpi: faltenartige Verdünnungen der Pollenwand (Exine). Dieses Merkmal ist einmalig unter den Bedecktsamern. Der Pollen ist mit 15 bis 16 Mikrometer klein und in Polansicht dreieckig. Die weiblichen Blüten besitzen ein ungeteiltes, gerades oder zurückgebogenes Vorblatt, das nicht mit dem Fruchtknoten verwachsen ist, und zwei Brakteolen, die mit dem Fruchtknoten verwachsen sind. Zwei Kelchblätter sind mit den Brakteolen verwachsen. Ein Griffel fehlt, die Narbe ist gekielt, zweilappig und kurz.
Der Fruchtstand ist eiförmig-ellipsoidisch oder ellipsoidisch-zylindrisch bis fast kugelig. Er ist 2,5 bis 5 Zentimeter lang und 2 bis 3 Zentimeter breit. Die Vorblätter sind lanzettlich, 4 bis 10 mm lang und 2 bis 3 mm breit. Sie sind starr und verholzt und verbleiben am Baum. Die Nüsschen tragen zwei Flügel, die sich aus den Brakteolen entwickelt haben, und sind fast kugelig bis verkehrt eiförmig und 3 bis 6 mal 3 bis 6 mm groß. Die Früchte reifen zwischen Juli und Oktober und werden vom Wind ausgebreitet.
Für die Chromosomenzahl gibt es unterschiedliche Angaben, jedoch ist sie nicht die für die Familie typische 2n = 32. Die Angaben reichen von 2n = 22 bis 2n = 28.

## Vorkommen
Platycarya strobilacea kommt in Ostasien in China, Japan, Korea und Vietnam vor. Sie wächst in China in Mischwäldern an Berghängen, teilweise auf Kalkstein, in Höhenlagen von 400 bis 1400 Metern, selten bis zu 2200 Metern.

## Systematik und Taxonomie
Platycarya besitzt einige innerhalb der Familie der Walnussgewächse einzigartige Merkmale in Holz, Fruchtstand und Chromosomenzahl. Sie wurde daher in der Vergangenheit auch als eigene Unterfamilie Platycaryoideae angesehen. Molekulargenetische Untersuchungen stellten Platycarya jedoch eindeutig in die Unterfamilie Juglandoideae, wo sie die basale Gruppe darstellt und alleine die Tribus Platycaryeae darstellt. 
Platycarya strobilacea Siebold & Zuccarini (Syn.:  Platycarya longipes Wu; Plarycarya simplicifolia G.R. Long, Fortunaea chinensis Lindley) war die einzige rezente Art der Gattung Platycarya.  Aber 1999 wurde eine weitere Art neu beschrieben:
- Platycarya longzhouensis S.Y. Liang & G.J. Liang: Sie kommt in Guangxi vor.[1]

Fossil ist die Gruppe der Platycaryeae wesentlich artenreicher und seit dem Eozän belegt. Fossil ist sie auch in Nordamerika zu finden. Einige Beispiele:
- Platycarya americana
- Paleoplatycarya wingii

## Belege
- Anmin Lu, Donald E. Stone, L. J. Grauke: Juglandaceae.: S. 278 - textgleich online wie gedrucktes Werk, In: Wu Zhengyi, Peter H. Raven, Deyuan Hong (Hrsg.): Flora of China. Volume 6: Caryophyllaceae through Lardizabalaceae, Science Press und Missouri Botanical Garden Press, Beijing und St. Louis 2001, ISBN 1-930723-05-9.
- Wayne E. Manning: The Classification within the Juglandaceae. In: Annals of the Missouri Botanical Garden, Band 65, 1978, S. 1058–1087.
- Paul S. Manos, Donald E. Stone: Evolution, Phylogeny, and Systematics of the Juglandaceae. In: Annals of the Missouri Botanical Garden, Band 88, 2001, S. 231–269.